# Tarachina rammei
Tarachina rammei är en bönsyrseart som beskrevs av Werner 1928. Tarachina rammei ingår i släktet Tarachina och familjen Iridopterygidae. Inga underarter finns listade i Catalogue of Life.